# Matthias Annabring
Matthias Annabring (* 23. August 1904 in Kübeckhausen, Banat; † 5. Februar 1961 in Tübingen) war ein ungarisch-deutscher Rechtsanwalt.

## Leben
Annabring studierte Rechtswissenschaften und verließ die Universität mit Promotion. Noch während des Studiums schloss er sich der Kulturbewegung des Jakob Bleyer an und war einer der ersten Sekretäre des Ungarländischen Deutschen Volksbildungsverein. Nach dem Zweiten Weltkrieg fand er in der SPD seine politische Heimat. Bei der Bundestagswahl 1949 kandidierte er auf der Landesliste in Württemberg-Baden. Am 12. September 1949 war er Mitglied der 1. Bundesversammlung.
Er veröffentlichte Reportagen über das Deutschtum in Ungarn nach 1945 und historische Darstellungen.

## Schriften
- Geschichte der Donauschwaben. Verlag Südost-Stimmen, Stuttgart-Möhringen
- Das ungarländische Deutschtum. Verlag Südost-Stimmen, Stuttgart-Möhringen 1952
- Kreuz und quer durch das rote Ungarn. Verlag Unsere Post, Stuttgart 1953
- Die katholische Kirche im kommunistischen Ungarn. Südoststimmen, Stuttgart-Möhringen 1953
- Der Freiheitskampf in Ungarn. Donauschwäbischer Heimatverlag, Aalen 1957